# Thành phố Daly, California
Thành phố Daly, California là một thành phố thuộc quận San Mateo trong tiểu bang California, Hoa Kỳ. Thành phố có tổng diện tích km², trong đó diện tích đất là 42,4 dặm vuông Anh (110 km2). Theo điều tra dân số Hoa Kỳ năm 2010, thành phố có dân số 103.621 người, là thành phố lớn thứ 53 bang California năm 2010.